# NGC 4408
NGC 4408 ist eine linsenförmige Galaxie vom Typ S0 im Sternbild Haar der Berenice am Nordsternhimmel. Sie ist rund 336 Millionen Lichtjahre von der Milchstraße entfernt und hat einen Durchmesser von etwa 70.000 Lichtjahren.
Das Objekt wurde am 21. April 1865 von dem deutsch-dänischen Astronomen Heinrich Louis d’Arrest entdeckt.